# Art Brut

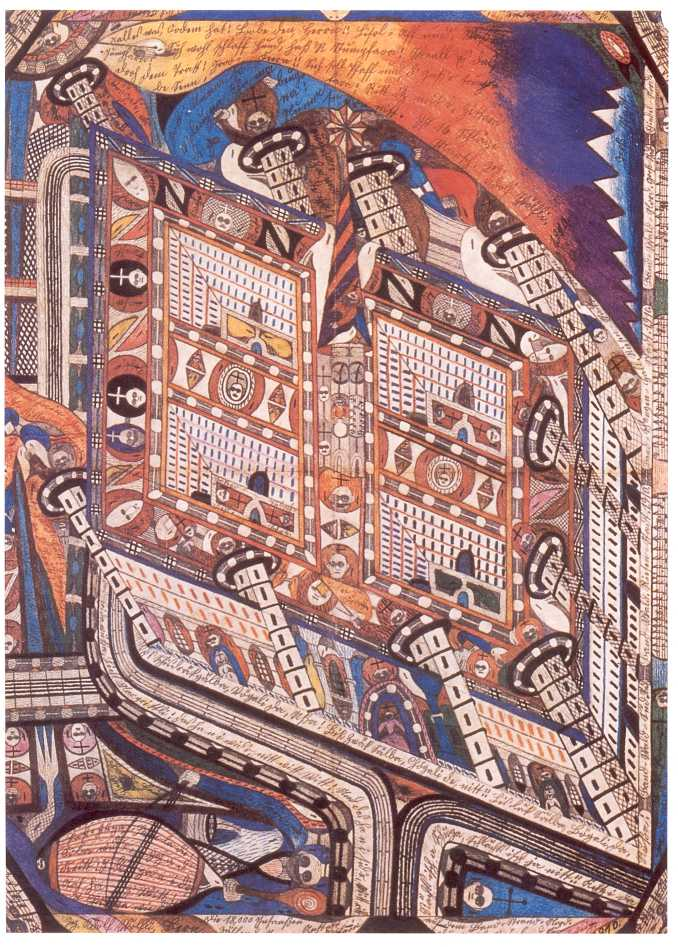
Adolf Wölfli, Band-Hain, 1910

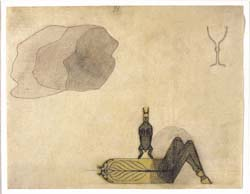
Weltachse mit Haase, di August Natterer, 1919

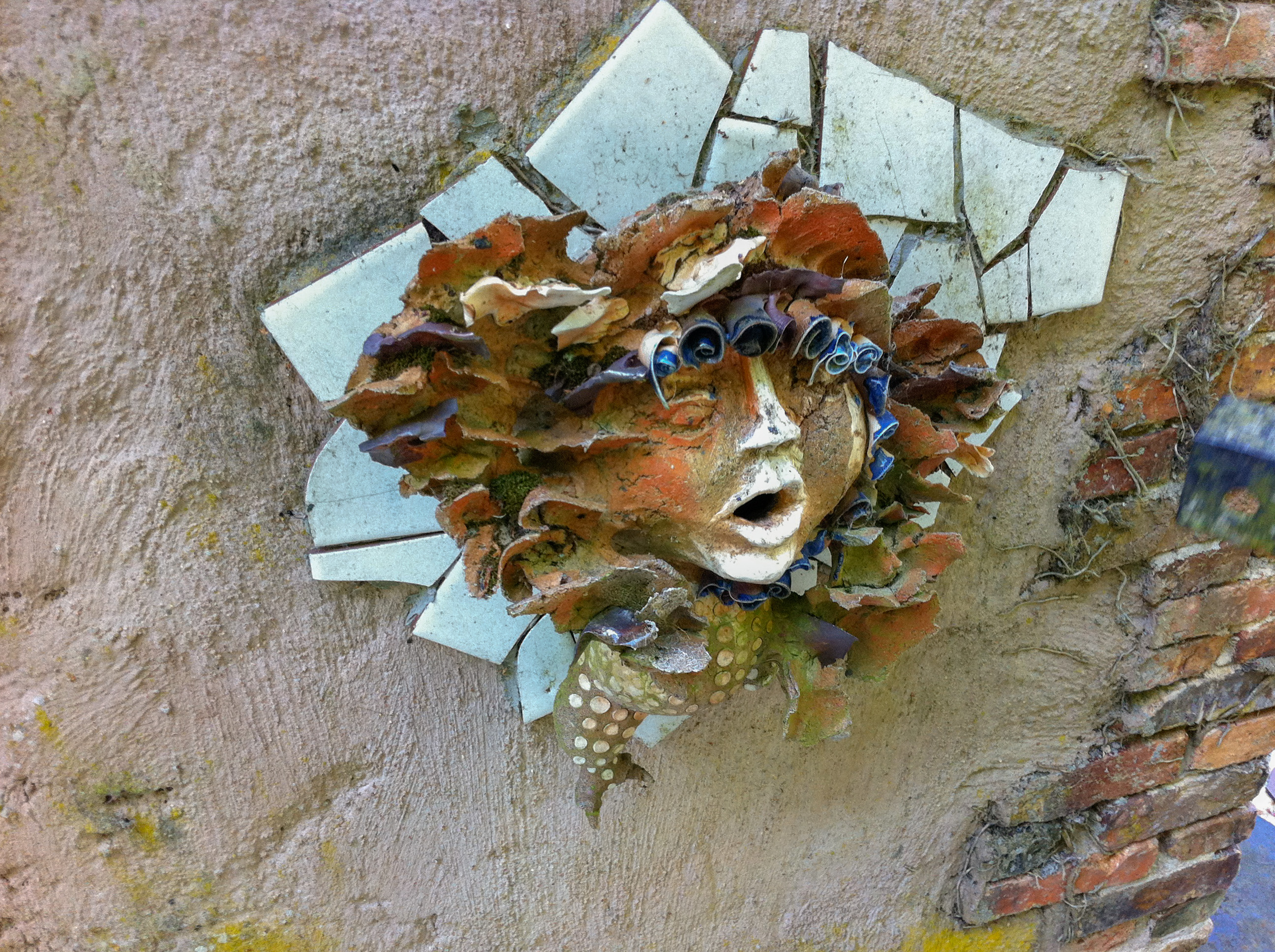
Jean Linard Tête d'ange

Il concetto di art brut (letteralmente "arte grezza", in italiano tradotto come arte irregolare, arte marginale o anche arte spontanea) è stato inventato nel 1945 dal pittore francese Jean Dubuffet per indicare le produzioni artistiche realizzate da non professionisti o pensionanti dell'ospedale psichiatrico che operano al di fuori delle norme estetiche convenzionali (autodidatti, psicotici, prigionieri, persone completamente digiune di cultura artistica). Egli intendeva, in tal modo, definire un'arte spontanea, senza pretese culturali e senza alcuna riflessione.

## Definizione
Secondo Dubuffet, l'arte grezza deve: 
Ecco la definizione di Jean Dubuffet:
L'arte grezza designa “lavori effettuati da persone indenni di cultura artistica, nelle quali il mimetismo, contrariamente a ciò che avviene negli intellettuali, abbia poca o niente parte, in modo che i loro autori traggano tutto (argomenti, scelta dei materiali, messa in opera, mezzi di trasposizione, ritmo, modi di scritture, ecc.) dal loro profondo e non stereotipi dell'arte classica o dell'arte di moda. L'Art Brut, secondo i suoi cultori, va distinta dall'arte popolare, dall'arte naïf, dai disegni dei bambini.
Ed ancora: “Quei lavori creati dalla solitudine e da impulsi creativi puri ed autentici - dove le preoccupazioni della concorrenza, l'acclamazione e la promozione sociale non interferiscono - sono, proprio a causa di questo, più preziosi delle produzioni dei professionisti.
Il sinonimo inglese di Art Brut è Outsider Art, termine coniato nel 1972 dal critico d'arte inglese Roger Cardinal.

Mentre il termine del Dubuffet è abbastanza specifico, il termine inglese Outsider Art è applicato spesso più largamente, per includere gli autodidatti o i creatori di Arte naïve che non si sono mai istituzionalizzati. Generalmente, quelli identificati come Outsider Art hanno poco o nessun contatto con le istituzioni del mondo tradizionale d'arte; in molti casi, il loro lavoro viene scoperto soltanto dopo la loro morte. Molte opere di Art Brut o Outsider Art illustrano stati mentali estremi, idee non convenzionali, o mondi di fantasia elaborati.

## La Collezione dell'Art Brut
Scioltasi la Compagnia dell'art brut Dubuffet nel 1975 dona l'intera sua collezione alla città di Losanna che costituisce nel 1976 il museo denominato Collection de l'Art Brut. «Conservata nel Château de Beaulieu, già residenza di Madame de Staël, la Collection de l'art brut, museo a statuto pubblico e di proprietà della municipalità della città elvetica, diviene da allora un punto di riferimento internazionale per conoscitori e studiosi».

## Esponenti dell'Art Brut
- Franco Bellucci
- William Kurelek
- Filippo Bentivegna
- Ferdinand Cheval
- Aloïse Corbaz
- Henry Darger
- Guerino Galzerano
- Pietro Ghizzardi
- Hans Krüsi
- Romano Levi
- Claudine Loquen
- Tarcisio Merati
- NOF4
- Ataa Oko
- Giovanni Battista Podestà
- Eugenio Santoro
- Oswald Tschirtner
- Adolf Wölfli
- Carlo Zinelli
- Giuditta Francese